# Lamalou-les-Bains
Lamalou-les-Bains là một xã trong vùng Occitanie, thuộc tỉnh Hérault, quận Béziers, tổng Saint-Gervais-sur-Mare. Tọa độ địa lý của xã là 43° 35' vĩ độ bắc, 03° 04' kinh độ đông. Lamalou-les-Bains nằm trên độ cao trung bình là m mét trên mực nước biển, có điểm thấp nhất là 175 mét và điểm cao nhất là 458 mét. Xã có diện tích 6,18 km², dân số vào thời điểm 1999 là 2.156 người; mật độ dân số là 348 người/km².

## Thông tin nhân khẩu
| 1962  | 1968  | 1975  | 1982  | 1990  | 1999  |
| ----- | ----- | ----- | ----- | ----- | ----- |
| 1.987 | 2.029 | 2.067 | 2.202 | 2.194 | 2.156 |